# Sofia Bertizzolo
Sofia Bertizzolo (* 21. August 1997 in Bassano del Grappa) ist eine italienische Radrennfahrerin.

## Sportliche Laufbahn
Sofia Bertizzolo stammt aus einer radsportbegeisterten Familie. Sie versuchte sich sportlich zunächst im Kunstturnen und im Schwimmsport. Ihr Bruder brachte sie schließlich zum Radsport. Sie ist Angehörige der Polizia di Stato.
2014 errang Bertizzolo bei den Straßenweltmeisterschaften im spanischen Ponferrada Silber im Straßenrennen der Juniorinnen, wurde Junioren-Europameisterin im Straßenrennen sowie italienische Junioren-Meisterin in der Einerverfolgung auf der Bahn. 2015 gewann sie die Juniorinnen-Ausgabe des Trofeo Alfredo Binda, den Trofeo Moreno, und wurde gemeinsam mit Elisa Balsamo, Rachele Barbieri und Marta Cavalli Junioren-Europameisterin in der Mannschaftsverfolgung. Dabei stellte der italienische Juniorinnen-Vierer mit 4:33,463 Minuten einen neuen Weltrekord auf.
2016 erhielt Sofia Bertozzoli einen Vertrag beim Astana Women’s Team und bestritt fortan hauptsächlich Straßenrennen. 2018 gewann sie jeweils die Bergwertung des Giro della Toscana Femminile sowie des Festival luxembourgeois du Cyclisme Féminin Elsy Jacobs und entschied die Juniorinnen-Wertung des Giro d’Italia Femminile für sich. Im selben Jahr gewann sie die Juniorinnen-Gesamtwertung der UCI Women’s WorldTour. Zudem wurde sie italienische Vize-Meisterin im Straßenrennen der Elite-Frauen.

## Erfolge

### Straße
2014
- Junioren-Weltmeisterschaft – Straßenrennen
- Junioren-Europameisterin – Straßenrennen

2015
- Trofeo Moreno

2018
- Bergwertung Giro della Toscana Femminile
- Bergwertung Festival luxembourgeois du Cyclisme Féminin Elsy Jacobs
- Nachwuchswertung Giro d’Italia Femminile
- Juniorinnen-Gesamtwertung – UCI Women’s WorldTour

2022
- Trofeo Oro in Euro

2023
- eine Etappe und Punktewertung Tour de Romandie

2024
- Punktewertung Tour Down Under

### Bahn
2014
- Italienische Junioren-Meisterin – Einerverfolgung

2015
- Junioren-Europameisterin – Mannschaftsverfolgung (mit Elisa Balsamo, Rachele Barbieri und Marta Cavalli)

## Teams
- 2016 Astana Women’s Team
- 2017 Astana Women’s Team
- 2018 Astana Women’s Team
- 2019 Team Virtu Cycling